# Pedro Pérez
Pedro Damián Pérez Dueñas (Pinar del Río, 23 febbraio 1952 – L'Avana, 18 luglio 2018) è stato un triplista cubano, già detentore del record mondiale della specialità.

## Biografia
Si mise in luce nel 1970 quando, appena diciottenne, vinse i Giochi centramericani e caraibici. L'anno seguente vinse anche i Giochi panamericani migliorando il primato mondiale del salto triplo: la sua misura, 17,40 m, superò di un centimetro il precedente record stabilito da Viktor Saneev nella finale olimpica di Città del Messico 1968. Con questo risultato divenne il primo cubano a stabilire un record mondiale nell'atletica leggera.
Nel 1972 si presentò in veste di favorito ai Giochi olimpici di Monaco di Baviera, ma sorprendentemente mancò la qualificazione alla finale non riuscendo a fare meglio di un modesto 15,72 m. Cercò di rifarsi quattro anni dopo ai Giochi di Montréal dove però, saltando 16,81 m, rimase ai piedi del podio.

## Palmarès
| Anno | Manifestazione      | Sede          | Evento       | Risultato | Prestazione | Note            |
| ---- | ------------------- | ------------- | ------------ | --------- | ----------- | --------------- |
| 1970 | Giochi CAC          | Panama        | Salto triplo | Oro       | 16,33 m     |                 |
| 1971 | Campionati CAC      | Kingston      | Salto triplo | Oro       | 15,94 m     |                 |
| 1971 | Giochi panamericani | Cali          | Salto triplo | Oro       | 17,40 m     | Record mondiale |
| 1972 | Giochi olimpici     | Monaco        | Salto triplo | 24º (q)   | 15,72 m     |                 |
| 1974 | Giochi CAC          | Santo Domingo | Salto triplo | Oro       | 17,01 m     |                 |
| 1976 | Giochi olimpici     | Montréal      | Salto triplo | 4º        | 16,81 m     |                 |